# Dejan Petković
Dejan Petković (em sérvio:  Дејан Петковић) (Majdanpek, 10 de setembro de 1972) é um comentarista esportivo e ex-futebolista sérvio que atuava como meio-campista.
Especialista em cobranças de faltas, escanteios, lançamentos, passes e chutes precisos, foi reconhecido como um dos jogadores mais técnicos a atuarem no Brasil nos anos 1990 e 2000, e, por conseguinte, um dos melhores jogadores estrangeiros que já jogaram no país. Não por menos, recebeu por três vezes o troféu Bola de Prata da ESPN.
Um raro exemplo de jogador europeu a vir jogar no Brasil no século XX, virou ídolo no Vitória e destacou-se também em três rivais cariocas: Flamengo, Vasco da Gama e Fluminense, tendo mais identificação, porém, com o rubro-negro carioca, clube pelo qual fez 57 gols em 196 partidas oficiais, sendo 15 de falta, 14 de pênaltis e quatro olímpicos. É o estrangeiro que mais jogou e também o que mais marcou gols no Campeonato Brasileiro, em que atuou 268 vezes e marcou 83 gols.
Em 2020, em um ranking elaborado por especialistas dos jornais O Globo e Extra, figurou na 9ª posição entre os maiores ídolos de futebol da história do Clube de Regatas do Flamengo, sendo o estrangeiro mais bem ranqueado.
Esse sucesso no país, porém, não seria reconhecido pelas diversas comissões técnicas que foram se passando pelas Seleções Iugoslava, Servo-Montenegrina e Sérvia — sucesso este que, todavia, acabaria reconhecido pelo próprio governo da Sérvia em junho de 2010, quando o Ministro das Relações Exteriores de sua terra natal, Vuk Jeremić, anunciou Petković como cônsul honorário da Sérvia no Brasil.
Foi comentarista do canal SporTV, do grupo Globosat, de 2018 até agosto de 2022.

## Carreira

### Radnički Niš
Nascido em Majdanpek, cedo mudou-se para Niš para jogar nas categorias de base do clube da cidade, o Radnički Niš; seguia os passos do irmão mais velho, Boban, e do pai, Dobrivoje, que também foram jogadores. Admirava Pelé, Zico, Careca e Diego Maradona. Nos juvenis, seu talento já o fazia desde os quinze anos ser chamado para a seleção de cadetes da Iugoslávia.
Petković tornou-se o mais jovem jogador da história do futebol iugoslavo a atuar numa partida oficial, estreando em 25 de setembro de 1988 (quando tinha 16 anos e 15 dias de idade) em vitória por 4 a 0 sobre a equipe bósnia do Željezničar Sarajevo. Na ocasião, superou em um dia marca que pertencia a Mitar Mrkela. O recorde não seria derrubado na vigência do Campeonato Iugoslavo. No Campeonato Sérvio, foi superado somente por Slavko Perović e Danijel Aleksić.
No Radnički, ganhou o apelido pelo qual é conhecido em sua terra natal, Rambo, em referência ao personagem de Sylvester Stallone, por seu físico robusto à época. Ao todo, foram 34 gols em 53 partidas pela equipe, a despeito de ela não ir além do décimo lugar nas temporadas de 1989–90 (15º de dezoito times), 1990–91 (10º de dezenove) e 1991–92 (11º de dezoito times, no primeiro torneio sem clubes croatas e eslovenos e no último a conservar equipes bósnias e macedônias), disputado já em meio à Guerra Civil Iugoslava.
Ainda como jogador do Radnički, Petković foi convocado às seleções de base da Iugoslávia, participando do Torneio Internacional de Toulon em 1992. Também foi chamado à Eurocopa 1992 como atleta do Radnički, embora o país posteriormente viesse a ser banido da competição a menos de duas semanas do início da mesma, em sanção decorrente da Guerra da Bósnia. Petković, ao fim daquela temporada, terminou contratado pelo Estrela Vermelha, da capital Belgrado. Continuou realizando nos anos seguintes contribuições ao seu primeiro clube, como arranjar material esportivo, dinheiro e até mesmo intermediando transferência de jogadores brasileiros.

### Estrela Vermelha
O clube havia vencido no ano anterior a Liga dos Campeões da UEFA e o Mundial Interclubes, além de obter um tricampeonato na liga iugoslava entre 1990 e 1992, mas encontrava-se sob desmanche de suas principais estrelas, que em 1991 ainda incluíam o croata Robert Prosinečki e o bósnio Refik Šabanadžović. O título nacional de 1991-92, em meio ao agravamento da Guerra Civil Iugoslava, por sua vez, marcou a saída dos principais jogadores sérvios e montenegrinos, como Dejan Savićević, Siniša Mihajlović, Vladimir Jugović, além do macedônio Darko Pančev e do servo-romeno Miodrag Belodedici.
Do time campeão continental no ano anterior, restavam apenas três jogadores. Petković fez sua estreia oficial pelo Estrela justamente contra o ex-clube, marcando um dos gols em vitória de 4 a 0 sobre o Radnički Niš pela rodada inicial. Ao fim do mês, foi descrito como "ouro puro" pelo secretário do clube, em entrevista ao jornal espanhol Mundo Deportivo. O reforço logo se encaixou, chegando a marcar cinco gols em uma só partida do campeonato de 1992-93, na 31ª rodada. Venceu a Copa da Iugoslávia, marcando três gols em nova partidas nessa campanha, encerrada em decisão nos pênaltis no clássico com o Partizan.
Porém, o rival terminou vencendo a liga iugoslava naquela temporada. Na temporada seguinte, a de 1993-94, Petković marcou dez vezes em 29 partidas - incluindo em cada duelo com o arquirrival, em vitória por 2 a 1 e em empate em 1 a 1. A despeito do retrospecto desfavorável no clássico, o Partizan foi novamente campeão. Já na temporada 1994/95, Petković foi o grande nome no meio-campo do grupo que reconquistou a liga iugoslava, além de vencer novamente a Copa nacional. No campeonato, foi o único campeão a jogar as 36 rodadas, sobressaindo-se em relação a colegas que posteriormente teriam mais prestígio na Europa que ele, como Goran Đorović, Darko Kovačević e Dejan Stanković. Marcou oito gols, incluindo dois particularmente decisivos, que deram vitórias por 2 a 1 sobre o Vojvodina (líder inicial na temporada, depois terceiro colocado) e por 3 a 2 no clássico com o vice-campeão Partizan. O gol no dérbi ocorreu já no minuto 77. Na Copa, marcou duas vezes em oito partidas. Em paralelo, ele também marcou um dos gols em 13 de novembro de 1994 na vitória de virada por 4 a 1 em amistoso com o Olympiacos, no que foi a primeira partida internacional realizada na Iugoslávia após o fim das sanções esportivas. Na mesma época, o banimento à seleção iugoslava encerrou-se e Petković esteve nas primeiras convocações após o fim das sanções, ainda no fim de 1994, embora só viesse a estrear já no ano seguinte.
Após as conquistas da temporada, o jogador foi especulado em julho inicialmente no Real Oviedo, treinado pelo sérvio Ivica Brzić. Em agosto, divulgou-se que Petković já teria pré-contratado com o Real Madrid, embora negociasse com o Celta de Vigo, que já tinha Goran Milojević e Milorad Ratković. No início de setembro, divulgou-se que o clube da capital espanhola teria desistido do jogador, que só poderia atuar a partir do segundo turno, após a perda do prazo para inscrições. Ao fim do mês, porém, o negócio foi confirmado, embora já com a expectativa de que o sérvio, esperado para juntar-se ao Real apenas em 15 de dezembro, fosse inicialmente emprestado a outro clube.
Assim, Petković, já considerado uma das grandes promessas europeias, permaneceu por mais um semestre no Estrela Vermelha, que voltaria às competições europeias após o fim das sanções da FIFA (impostas ao futebol iugoslavo devido às guerras civis). O clube, porém, acabou eliminado precocemente. Petković declararia que o primeiro obstáculo a lhe atrapalhar no Real Madrid seria justamente esse semestre a mais no Estrela. Ele despediu-se da equipe exatamente em clássico com o Partizan em 25 de novembro. A partida terminou em 1-1, empatada a quinze minutos do fim pelo Estrela, com a atuação de Petkovic sendo descrita como "de sorte desigual" e presenciada pelo secretário madridista Ramón Martínez.
O Estrela Vermelha demoraria cinco anos sem ele para ser novamente campeão nacional.[carece de fontes?] O negócio não deixou de revoltar a torcida, que na mesma época viu-se órfã também de Darko Kovačević e Dejan Stefanović ao Sheffield Wednesday. Petković foi o terceiro jogador que o Real Madrid contratou do Estrela Vermelha, após Milan Janković em 1988 e Robert Prosinečki em 1991.

### Real Madrid e Sevilla
A negociação do Real Madrid com Petković foi de iniciativa direta do vice-presidente Lorenzo Sanz; o iugoslavo era visto como um possível substituto para outro estrangeiro, Freddy Rincón, que não vinha correspondendo, e cuja venda seria desejada para aliviar as finanças do clube, em mal estado: para acertar a compra de Petković, Sanz recorrera ao próprio dinheiro pessoal, pagando 42 milhões de pesetas das 360 milhões que envolveriam a transferência. A operação ocorreu à revelia do então presidente Ramón Mendoza, substituído pelo próprio Sanz no cargo meses depois; até o início de dezembro, ainda havia dúvidas acerca do negócio.
A contratação foi inicialmente criticada por corpo técnico do Real e pela própria imprensa, ao descobrir-se que o valor da operação seria reduzível para até 40 milhões se o clube aguardasse o final da temporada, quando o sérvio ficaria com passe livre. Sanz, porém, preferiu assegurar logo o jogador ante a pressão dos dirigentes do Estrela, que negaram apenas emprestar o meia. Como a expectativa pública era de que o reforço fosse logo repassado por empréstimo a outro clube espanhol, demonstraram ainda entre agosto e outubro interesse nele as equipes do Salamanca, Celta de Vigo e Sevilla, clube cujo atacante croata Davor Šuker interessava aos madridistas. Em dezembro, já se especulava uma troca entre ambos. Petković, por sua vez, pedia que não fosse comparado aos antecessores Milan Janković e Robert Prosinečki e prometia que em um mês já conseguiria se comunicar em espanhol.
O treinador Jorge Valdano e o assistente Ángel Cappa, inicialmente reticentes com a contratação do sérvio, aprovaram-lhe nos treinamentos, onde o reforço teve um rápido progresso; "está ficando claro que Dejan Petković não apenas corre e dispara como uma escopeta. Além disso, é um jogador inteligente, que sabe observar e mover-se. Valdano, que não queria nem vê-lo a princípio, terminou por aceitar sua presença e até parece sentir-se atraído pelo seu jogo. Hoje poderia entrar na convocação para enfrentar amanhã o Celta, pois ontem chegou à federação seu passe internacional", noticiou o Mundo Deportivo em 16 de dezembro. A estreia do reforço deu-se de fato nessa partida contra o Celta, em vitória pouco vistosa por 1-0 no Santiago Bernabéu, na qual entrou no minuto 67 no lugar de Juan Eduardo Esnáider. Chegou a cobrar uma falta, onde foi advertido por Fernando Hierro a controlar-se; a bola saiu longe, mas o carisma do jogador foi aprovado, a ponto da torcida vaiar a próprio Hierro quando este impediu o colega em outras duas cobranças. "Ontem se pôde comprovar que a plateia que vaiou Fernando Hierro no domingo passado, no partido contra o Celta (1-0), tinha razão. Acontece que Dejan Petković esteve treinando em separado, durante meia hora, os lançamentos de tiros livres com barreira. Ao longo de seu treino se apreciou a qualidade dupla (força e colocação) do sérvio nessa faceta", ressalvou o Mundo Deportivo dias depois.
A ausência de Petković foi questionada na partida seguinte: o Real ficou a quatorze pontos do líder Atlético de Madrid após perder de 3-0 para o Deportivo La Coruña, com três gols de Bebeto, e sem dar um único chute a gol, com o último ainda sendo o tentado pelo iugoslavo na partida anterior. Em 29 de dezembro, Petković fez então seu primeiro jogo como titular, em um Dérbi de Madrid amistoso na pausa da temporada, em partida realizada em Alicante pelo "Trofeo Navidad" entre reservas de Real e Atlético. A velocidade do sérvio foi descrita como um dos atrativos de uma partida entretida, na qual ele marcou o gol da vitória por 3-2, a vinte minutos do fim, sobre o rival que em paralelo liderava La Liga. No mesmo dia, Petković foi eleito o segundo melhor jogador iugoslavo do ano.
Apesar do desempenho no clássico, o seu triunfo no Real, esperado por todos na Iugoslávia, não se concretizou. Valdano estaria retaliando o presidente Sanz, embora sofresse com maus resultados. Já em 14 de janeiro foi definitivamente acertada a já especulada operação envolvendo Šuker com o Sevilla: o sérvio seria emprestado para a equipe andaluza até o fim da temporada, enquanto na temporada seguinte os dois jogadores viriam ao Real. O negócio só foi assegurado depois que Valdano conseguiu manter-se no cargo após a equipe arrancar um empate no final de uma partida contra o Real Zaragoza, a despeito de a torcida madridista demonstrar que preferiria o iugoslavo ao técnico.
O Sevilla, na ocasião, estava na zona de rebaixamento. O sérvio estreou em 28 de janeiro de 1996, em derrota de 1-0 para a Real Sociedad no estádio Anoeta, onde foi titular, substituído no minuto 53 por Monchu. Titular, mas usualmente substituído para que o clube aprendesse a jogar sem um atleta que não permaneceria além de um semestre, seu primeiro gol como sevillista veio em 25 de fevereiro. Foi no minuto 44 de partida em que o Athletic Bilbao posteriormente empataria em 1-1 dentro do estádio Ramón Sánchez Pizjuán. Na jogada, descrita como "vertiginosa", controlou a bola de costas para o goleiro e concluiu assim que deu meio giro com o corpo. Três dias depois, o meia terminou reconvocado para a seleção iugoslava, após ter-se desentendido com o treinador Slobodan Santrač ao longo do ano anterior.
Todavia, em 14 de março, Petković fraturou o quinto osso metatarso em um jogo-treino entre equipes A e B do clube, vociferando contra "a agressividade que mostram os jogadores da filial nos rachões", ressaltando que quando havia partidas similares no Estrela Vermelha "nunca havia faltas nem patadas e todos éramos companheiros. Aqui não se respeita nada". A lesão impediu que Petković continuasse a jogar na temporada, prejudicando-lhe também na seleção; depois de 1995, só voltaria a defender seu país em setembro de 1998, já após a Copa do Mundo desse mesmo ano.[carece de fontes?] Apesar da lesão, o presidente madridista Lorenzo Sanz continuava a preferir pela permanência de Petković no Real Madrid à de Rincón, já em meados de julho de 1996, quando o sérvio já estava devolvido à equipe da capital - agora treinada por Fabio Capello.
Petković participou normalmente da festa de apresentação do elenco blanco para temporada 1996–97, em 23 de julho, a contar com os reforços Šuker e Predrag Mijatović. Cinco dias depois, no primeiro amistoso de pré-temporada, Petković destacou-se com três gols marcados em vitória por 6-0 sobre a equipe suíça do Nyon, mesmo jogando apenas o segundo tempo. Ainda na pré-temporada, também marcou, com oportunismo, o gol que aos 87 minutos fazia o clube vencer por 2 a 1 a Real Sociedad pelo "Troféu Euskadi" em 17 de agosto, completando jogada de Šuker, embora os bascos conseguissem empatar, de pênalti. Terminou incluído por Capello na lista inicial de inscritos para a estreia no campeonato espanhol, em detrimento de Clarence Seedorf.
Porém, mesmo desfazendo-se de Rincón, o elenco possuía cinco jogadores sem cidadania da União Europeia: além de Petković, Šuker e Mijatović, também o argentino Fernando Redondo e o brasileiro Roberto Carlos. No início de setembro, Petković chegou a ser ordenado por Capello a treinar no Real Madrid Castilla, juntamente com Chendo, Guti, Fernando Sanz e Álvaro. No início de outubro, sofreu uma distensão muscular na perna direita em treinamento, significando dez dias de recuperação. Até o início de novembro, havia jogado apenas duas partidas na liga na temporada, dentro do mínimo de cinco que permitiram transferir-se a outro clube do torneio na pausa de dezembro.
Petković ainda seguiu no Real Madrid na virada do ano, mas polemizou ao socar o adversário Emanuele Pesaresi em amistoso vencido por 1-0 sobre a Sampdoria, em 29 de dezembro, assumindo em entrevista pós-partida estar nervoso, atribuindo o sentimento a uma decepção por Capello, que teria prometido usá-lo em todo o segundo tempo - o sérvio, porém, só atuou por poucos minutos. Na primeira semana de 1997, Capello e o presidente Sanz concordaram em desfazer-se do iugoslavo. Interessaram-se por ele Real Sociedad, Extremadura, Compostela, Hércules e por fim o Racing Santander. Revoltado e confiante, o sérvio declarou que sua vida "não termina no Real Madrid".
No dia 13 de janeiro, foi fechado um empréstimo ao Racing, no valor de 40 milhões de pesetas. Ele estreou pelo novo clube no dia 19 de janeiro, no segundo minuto do segundo tempo da vitória por 2 a 1 sobre o Logroñés, sob ovação. No novo clube, melhorava de rendimento a cada partida, oferecendo mais ordem no meio-campo, e destacou-se sobretudo na Copa do Rei, competição em que a equipe cântabra jamais havia chegado nas semifinais. O clube parou nas quartas, eliminado pelo Celta de Vigo, no fim de fevereiro. Já em 10 de março, Petković e o clube tiveram grande atuação contra o Real Madrid, mesmo dentro do estádio Santiago Bernabéu. O Santander começou vencendo, mantinha pressão e, com a partida ainda em 1 a 0, Petković esteve muito perto de ampliar o placar sobre o ex-time, com a bola salva em cima da linha por Roberto Carlos. Porém, o oponente terminou letal em contra-ataques e ganhou de virada por 2-1.
Apesar do rendimento no Santander, o valor alto para sua compra em definitivo foi descartada pelo Racing assim que a equipe perdeu chances de classificar-se à Copa da UEFA, ao fim de março. O sérvio também não teria bom relacionamento com os colegas, chegando a ir às vias de fato com Fernando Correa e José Zalazar em treinamento no início de maio. Ao fim da temporada, Capello, apesar do título espanhol, não seguiu no Real, sendo substituído por Jupp Heynckes. A princípio, o clube tinha a intenção de negociar o sérvio com o Monaco, em troca pela promessa Thierry Henry, mas o negócio foi dificultado pelos monegascos. Petković foi então inicialmente reincorporado ao Real, para a surpresa da maioria presente na cerimônia de apresentação dos jogadores madridistas em 23 de julho.
Em 7 de agosto, o sérvio abriu o placar na vitória por 2 a 1 num amistoso de pré-temporada contra o Leganés, em partida vista como teste final para definir qual dos jogadores subutilizados seriam de fato repassados pelo clube. Apesar do gol, Petković terminou entre os escolhidos por Heynckes para deixar o plantel. O alemão explicou à imprensa em 9 de agosto que "Petković vai deixar a equipe porque temos quatro jogadores não-comunitários e agora virá outro, então não jogaria. Além disso, à frente temos muitas alternativas e seria muito difícil que entrasse na escalação. O Real Madrid tem que buscar uma equipe para Petković, onde possa jogar e mentalizar-se. É um jovem que sofreu nos últimos dois anos e se portou muito bem conosco fora do campo. Precisa de atenção e carinho". O iugoslavo, porém, ainda seguiu no clube pelo restante da pré-temporada. Em um dos amistosos, em 17 de agosto, marcou duas vezes em vitória por 5 a 1 sobre o clube brasileiro Vitória, na qual os merengues usaram reservas, pelo Troféu Cidade de Palma de Mallorca, na qual os espanhóis vinham de derrota para os também brasileiros do Flamengo. Além dos gols, demonstrou movimentação e liderança, um dia após a confirmação de que não estaria inscrito para o início da Liga dos Campeões da UEFA de 1997-98. Outro inicialmente de fora foi o goleiro Bodo Illgner, por sanção, assim como Fernando Redondo e Esteban Cambiasso.
Illgner, Redondo, Cambiasso e Petković então jogaram um amistoso em 23 de setembro contra o Móstoles, clube da terceira divisão regional. O adversário, porém, venceu por 4-0. "Isto não se pode explicar, não sei o que dizer", admitiu o sérvio, titular na ocasião, na saída de campo, após um resultado atribuído à falta de motivação dos blancos. Por outro lado, Petković mantinha boa imagem perante o Vitória, fechando com o clube baiano uma semana depois, em 30 de setembro, encerrando uma passagem na qual jogou somente cinco vezes pelo Real em partidas do campeonato espanhol ao longo de duas temporadas. O novo clube procurava repor a saída de Bebeto, que retornaria ao Deportivo La Coruña.

### Chegadaao Brasil: Vitória
Em entrevista dada anos mais tarde à ESPN, Petković contou que aceitou jogar no Brasil pois acreditava que, jogando bem neste país, chamaria a atenção dos clubes europeus novamente, tal como ocorria aos brasileiros. Um dos motivos que teriam pesado para a escolha foi ter ouvido que a nova equipe era campeã. Imaginou então que tratava-se de um clube recém-campeão brasileiro. "Mas era só campeão baiano", contaria o futebolista, com bom humor, anos depois. O rubro-negro baiano, em parceria com o Banco Excel, contratara também as estrelas Túlio e Bebeto.
O "gringo", embora inicialmente comunicado de que Bebeto ainda estaria no clube, viera justamente para substitui-lo, após o retorno deste ao La Coruña.[carece de fontes?]Petkovic terminaria por ofuscar o próprio Túlio, que seria negociado também no final daquele ano. Inicialmente, seu grande objetivo ao aceitar a proposta de empréstimo ao Vitória, era jogar bem para atrair nova atenção europeia.
Desconhecido no Brasil, poucas eram as expectativas em cima do iugoslavo, que, logo na sua estreia, contra o União São João, marcou um gol de falta e deu passe para Túlio também marcar no empate por 2 a 2 contra o time paulista. Em oito partidas em 1997, marcou duas vezes. Em 1998, começou o ano em ritmo devagar, marcando poucos gols, mas ainda assim se destacando, principalmente na goleada do Leão por 5 a 2 sobre o Santa Cruz, em jogo válida pela Copa do Nordeste, em que marcou seu primeiro hat-trick. Acabou sendo vice-campeão do Campeonato Baiano e do torneio regional, contabilizando 11 gols nas duas competições.
No Brasileirão de 1998, veio a consagração. Com quatorze gols em 21 partidas, destacou-se nacionalmente, encantando a torcida com um estilo clássico e certeiras cobranças de falta, fazendo com que o São Paulo chegasse a oferecer suas promessas França e Dodô por ele, na época.[carece de fontes?] Ele poderia inclusive ter sido premiado com a Bola de Ouro da Revista Placar: em dezembro, tinha a nota mais alta (6,79), como um dos melhores atacantes. Porém, o Vitória não conseguiu avançar às fases finais, quando cada atleta dos times classificados recebiam um acréscimo de 0,2 pontos por partida. Na premiação máxima, ainda inédita para um europeu, Petković ficou em quarto, atrás de três jogadores finalistas: o premiado Edílson, Fábio Júnior (que, pelo benefício, lhe tiraram inclusive a Bola de Prata de melhor atacante, concedida a estes dois) e Carlos Gamarra. Ainda assim, o desempenho do sérvio foi bastante reconhecida pela mídia: Paulo Roberto Falcão chegou a declarar que "É um jogador de rara habilidade, veloz e de muita visão de gol. Não hesita em tentar a jogada individual quando percebe que tem chance de concluir com êxito. Também participa da organização das jogadas de ataque e ajuda a combater. É um craque.". Um "Disque-Pet" chegou inclusive a ser criado, com o objetivo de arrecadar o dinheiro necessário para a compra definitiva do passe do jogador.
Seus gols e assistências, em partidas memoráveis, ficaram marcados na memória da torcida leonina, com a boa fase seguindo no ano seguinte, justamente o do centenário do Vitória. No Estadual, apesar de conviver com os bombardeios à Iugoslávia na Guerra do Kosovo, ele foi o artilheiro com dezenove gols em 16 jogos, liderando o conjunto das jovens promessas Fábio Costa, Allan Dellon e Matuzalém. Petković, naquele contexto, conseguiu o ineditismo de fazer a torcida rubro-negra usar um bandeirão nas cores do arquirrival, as mesmas da bandeira da Iugoslávia (azul, branco e vermelho), para sinalizar apoio ao ídolo em meio à guerra. O feito foi relembrado pelo tradicional jornal baiano Correio em perfil dedicado ao sérvio em 2011, na eleição promovida pelo jornal para o time dos sonhos do Vitória.
A final do Campeonato Baiano de 1999, porém, acabaria manchada: o Bahia, alegando falta de segurança do Barradão, entrara com uma liminar pedindo que a decisão fosse transferida para a Fonte Nova. Alegando não ter sido comunicado oficialmente da decisão, o rubro-negro dirigiu-se a seu próprio estádio, enquanto os tricolores comemoravam o título, por W.O., no seu. O terceiro colocado na competição, o Poções, chegou inclusive a também entrar na justiça: como para a partida encerrada em W.O. o Bahia escalara dois jogadores suspensos por doping, pediu judicialmente os pontos deste. Posteriormente, decidiu-se que a dupla Ba-Vi dividiria o título estadual; O próprio Bahia utilizaria o Barradão uma semana depois, pela Copa do Nordeste, por sinal outra conquista rubro-negra naquele ano. Em 1999, Petković também terminou artilheiro da Copa do Brasil, ao lado de Romário, mesmo com o Vitória sendo eliminado ainda nas oitavas-de-final frente ao Palmeiras.
Com isso, Petković conseguiu seu retorno ao futebol europeu, sendo contratado pelo Venezia, da Itália, transferindo-se no meio do ano para jogar a temporada 1999-2000. Até hoje é lembrado como um dos grandes jogadores que passaram pelo rubro-negro baiano nos últimos tempos. Em agosto de 1999, com sua saída ainda recente, o iugoslavo fora eleito, em eleição promovida pela Revista Placar, por 44% do júri popular o maior jogador do Vitória no século XX. Esteve perto de ser eleito também pelo voto dos críticos na mesma eleição: recebeu três votos entre dez jurados ligados ao clube, apenas um a menos que o eleito por estes, Mário Sérgio. Em 2011, ficou à frente do próprio Mário Sérgio em eleição similar, promovida pelo jornal Correio entre onze dirigentes, historiadores e jornalistas ligados ao clube. Foi o mais lembrado, recebendo dez de onze votos possíveis.
O carinho é recíproco: o sérvio, por sua vez, já declarou, após ter passado por outros clubes brasileiros, que o único time que efetivamente torce no Brasil é o rubro-negro baiano. Em 1999, foi eleito o 19º maior jogador da década de 1990 por eleitores do diário Lance!.
| “ | Não recebia por meses, mas jogava feliz | ” |

### Venezia
O sérvio, que interessava também ao Atlético de Madrid, manifestava desejo em redimir seu nome nos grandes centros europeus, ainda que preferisse não voltar ao espanhol (e a um rival do ex-clube). A equipe italiana, por sua vez, havia na temporada anterior jogado na elite do campeonato italiano pela primeira vez em 30 anos. Nela, já havia usado duas contratações anteriores feitas junto ao Vitória: Tácio e Fábio Bilica. Petković, por sua vez, foi chamado para substituir o principal jogador da campanha que havia assegurado a permanência arancioneroverdi na Serie A, o uruguaio Álvaro Recoba, devolvido de seu empréstimo junto à Internazionale.
Recoba havia marcado onze vezes em 19 partidas na temporada 1998-99 e o Venezia, terminado em uma segura 10ª colocação. Petković, ao ser apresentado, declarou não sentir complicada a tarefa de substituí-lo e pronto para recomeçar a carreira europeia. Inicialmente, teve um bom desempenho individual, realizando boas partidas contra Udinese, Torino e Roma, contra quem marcou um belo gol, ludibriando Antônio Carlos antes de concluir no canto, sem chances a Francesco Antonioli. Comandados por Luciano Spalletti, todavia, os venezianos não conseguiam bons resultados, somando apenas um ponto nessas partidas.
O reforço começou a demonstrar desânimo com a fragilidade da equipe e também apresentar declínio. Após treze partidas no campeonato, havia vencido somente duas vezes e derrotado em oito. E marcou somente um outro gol, na Copa da Itália, em reencontro com a Udinese. Apesar do mau momento do clube, em sua passagem pelo Venezia o sérvio foi relembrado pela seleção iugoslava, convocado em dezembro de 1999 para dois amistosos não-oficiais, contra as seleções das Ilhas Canárias e Catalunha. Futuramente, o meia declararia que uma permanência no time, mesmo considerando-o "dez vezes mais fraco" que o Flamengo, lhe traria mais possibilidades de manter-se na seleção iugoslava e eventualmente jogar a Eurocopa 2000. Ainda assim, o sérvio optou no meio da temporada em retornar ao Brasil, onde continuava a ter imagem ainda valorizada. O negócio com o próprio Flamengo não deixou de ser lucrativo aos italianos, que haviam lhe contratado por 4,5 milhões de dólares e o revenderam por 6 milhões. O Venezia, porém, de fato não se livraria do rebaixamento ao fim do campeonato, em meados de 2000. Ainda em Veneza, o jogador teve sua segunda filha.

### Flamengo
"Pet" definiu ainda no fim de dezembro de 1999 sua transferência a outro rubro-negro, desta vez o Flamengo. O clube carioca aproveitava o bom dinheiro recebido com prêmio da Copa Mercosul de 1999, recém-conquistada. Seu reforço foi anunciado inclusive em meio à carreata nas comemorações deste título, pelo então presidente flamenguista Edmundo dos Santos Silva, chegando por 7 milhões de dólares. O dirigente, com a injeção financeira fruto da parceria com a ISL, também fez promessas que iam desde a modernização administrativa do clube até a construção de um shopping center e um estádio para 40 mil pessoas. Embora reconhecido pela torcida como um bom jogador, sua vinda, de início, não empolgou tanto, pois na época esperou-se que o clube também pudesse contratar astros como Freddy Rincón, Clarence Seedorf, Ronaldo e Gabriel Batistuta; Mas, além do iugoslavo, vieram apenas Mozart, Catê e Lúcio.
O Estadual foi vencido pela segunda vez seguida sobre o Vasco da Gama, com os rubro-negros conseguindo recuperar-se de goleada de 5 a 1 imposta pelos arquirrivais, que haviam contratado a estrela Romário após o Baixinho ter sido dispensado pelo Flamengo por indisciplina em meio ao título na Mercosul. O Flamengo venceu os dois jogos da final, goleando por 3 a 0 e ganhando por 2 a 1, mas sem grande contribuição do europeu: ele não entendia cobrança e assédio que julgava excessivos para cima dos jogadores. O grande protagonista do Flamengo naquela ocasião era Athirson, e o iugoslavo, ainda mal-adaptado e contestado, veria a conquista do banco de reservas.
Posteriormente, através da ISL, os flamenguistas reuniram um esquadrão, contratando também Gamarra, Alex, Edílson e Denílson. Porém, apenas Petković e Edílson vingariam, não o suficiente para classificar a equipe entre os oito finalistas da Copa João Havelange, como foi chamada a edição do ano de 2000 do Campeonato Brasileiro. Ironicamente, o sérvio e o baiano desentenderiam-se no elenco. A fase do time contrastava com a do iugoslavo: naquele segundo semestre, ele conseguiu se destacar individualmente, sendo considerado na estatística da Bola de Prata em dezembro, antes do mata-mata, um dos melhores meias da competição, ao lado de Roger. Novamente, perderia a premiação para jogadores beneficiados pelo acréscimo concedido aos de times classificados: os vascaínos e campeões Juninho Paulista e Juninho Pernambucano. O Flamengo, por sua vez, não deixou de se classificar à toa: os rubro-negros chegaram a sofrer uma série de cinco derrotas seguidas, o que não ocorria havia mais de cinquenta anos. Uma das boas atuações de "Pet" vieram justamente contra o arquirrival, derrotado em outubro por 0x4 com dois gols dele.
No primeiro semestre de 2001, após um fraco Torneio Rio-São Paulo do Flamengo, Petković viveu uma das melhores fases de sua carreira. Conquistou dois títulos estaduais e um nacional. Destacou-se especialmente por suas ótimas cobranças de faltas, sendo que duas foram decisivas em finais daquele ano contra o Vasco da Gama (Campeonato Carioca) e São Paulo (Copa dos Campeões). A cobrança de falta que deu ao Flamengo o título do Campeonato Carioca de 2001 contra o Vasco é lembrada até hoje, e o jogo é tido como um dos mais emocionantes na história do clássico; o rival cruzmaltino, vice-campeão nos dois Estaduais anteriores para o Flamengo embora em ambas as decisões tivesse ido às finais com a vantagem de dois resultados similares, finalmente levava o título estadual mesmo com a parcial derrota por 2 a 1, até Petković - que já havia feito cruzamento preciso justamente para o desafeto Edílson marcar de cabeça o segundo gol - acertar a cobrança aos 43 minutos do segundo tempo. O título flamenguista era dado como improvável: até aquele dia, o time havia vencido o arquirrival por dois gols de diferença em apenas 15 dos 95 clássicos disputados pelos vinte anos anteriores. Petković já havia marcado na primeira partida da decisão, vencida de virada pelo Vasco com dois gols nos últimos treze minutos de jogo, o que havia feito o próprio sérvio deixar o gramado aos prantos, na ocasião.
Na final contra o São Paulo na Copa dos Campeões, seu gol de falta acabou sendo determinante, alterando o placar em 2 a 1 para o Flamengo. Embora os são-paulinos depois virassem para 3 a 2, o resultado deu o título aos rubro-negros (que na partida anterior haviam vencido por 5 a 3), que finalmente voltavam à Copa Libertadores da América depois de dez anos. O próprio goleiro adversário, Rogério Ceni, também célebre cobrador de faltas, já em 2000 considerava o "gringo", que no ano anterior marcara sete vezes de falta, um dos melhores nesta especialidade. No coração da massa rubro-negra, Petković virou "Pet". Com tantos momentos marcantes, incluindo ainda um em que a torcida cantou-lhe parabéns em partida realizada no dia de seu aniversário, o sérvio finalmente passou a considerar o Brasil sua segunda casa.
Seu grande momento naquele primeiro semestre abriu portas para outros jogadores de origem iugoslava no Brasil. Željko Tadić, ex-colega de Radnički e seleção juvenil agenciado por ele e com quem futuramente jogaria no Vasco da Gama, veio para o XV de Piracicaba, tendo posteriormente passado também por Londrina, Bragantino e Uberaba antes de tornar-se cruzmaltino; Miodrag Anđelković, que ficou conhecido como "Andjel", veio para o Fluminense e, no ano seguinte, iria para o Coritiba, assim como Nikola Damjanac (conhecido no Brasil pelo primeiro nome), que não chegou a atuar no Coxa. Ainda em 2001, Dejan Osmanović "sucedeu" Pet no Vitória e, no Botafogo, jogou Vladimir Petković. Este, com o temor de ser confundido com o xará mais famoso, pediu para ser chamado de "Vlad". Em misto de curiosidade e ironia, em 2001 também chegou a ser veiculada pelo Botafogo não a contratação de Vlad, mas sim a do mesmo Dušan Petković chamado para a Copa de 2006. O único de fato indicado pelo flamenguista, todavia, teria sido o amigo Tadić.
Em 2015, ele declarou ver-se na realidade como involuntário culpado pela decepção gerada pelos compatriotas que tentaram jogar no Brasil:
| “ | Existem questões óbvias que têm influência direta no futebol. Hoje, na Sérvia, temos um mercado de sete milhões de pessoas. Então, fica limitado para a ativação de marcas, patrocínios e publicidade. Logo, temos menos dinheiro. Se há menos dinheiro, temos menos qualidade na competição interna. Você não consegue montar um time de qualidade para jogar uma Liga Europa da UEFA ou Champions League. É discrepante o dinheiro investido no meu país com relação a outros países europeus que têm mercado de trinta, quarenta, cinquenta milhões de pessoas. Há muito mais dinheiro envolvido. Com a diminuição da antiga Iugoslávia, ficou ainda mais difícil. Havia 24 milhões de habitantes: um mercado que poderia gerar jogadores fortes. Do jeito que está, o jogador tem que sair muito jovem para poder desenvolver sua qualidade e talento. Matić, Ljajić e Lazar Marković saíram muito cedo. Não fizeram quase nada na Sérvia. (...) No meu caso, pensei assim: vou abrir o mercado para as pessoas do meu país. Mas parece que eu o fechei. Quando traziam outros jogadores, queriam que fossem iguais ao Pet. Não entenderam que eu não vim da Sérvia, eu vim do Real Madrid, do melhor time do mundo. A minha qualidade já tinha sido comprovada, meu talento já era reconhecido. Agora, trazer jogador do campeonato sérvio e querer que ele seja igual a mim é muito pretensioso, muito ingênuo ou muito injusto. Não dá tempo de se adaptar. É uma mudança muito dramática. Eu tinha histórico, tinha currículo, seleção, título, talento... É outra cultura, outro país, outra família... Será que a cabeça dele já está suficientemente amadurecida para ele brigar com as dificuldades daqui, no calor, na exigência, na pressão? Por essas coisas, ninguém se interessa. Não fez gol, não jogou bem. | ” |

O segundo semestre vinha promissor. O Flamengo recebera o reforço de Vampeta para o meio-de-campo e o time era considerado, no papel, o melhor do país e o favorito para o título do Campeonato Brasileiro. Mas a expectativa formada não se confirmou, com o time realizando um péssimo Brasileirão, brigando contra o rebaixamento (os rubro-negros ficaram apenas uma posição acima dos quatro rebaixados). Petković, que marcara 14 tentos em 23 partidas da Copa João Havelange, fez apenas 4 gols em 21 jogos no campeonato de 2001. Afetado por três meses de salários atrasados, chegou a ajuizar ação contra o clube para obter seu passe na véspera do segundo jogo da semifinal da Copa Mercosul de 2001, fora de casa, contra o Grêmio, dias antes também da partida decisiva contra o Palmeiras que poderia livrar a instituição do rebaixamento. A Mercosul, paralelamente, era justamente um torneio em que o time vinha bem, e a premiação era vista de grande ajuda para as receitas do clube. A crise desfez-se momentaneamente após aquela semana, com o risco do rebaixamento afastado e classificação para a final, o que daria chance para que o Flamengo encerrasse o ano como o maior campeão do país, somando a conquista internacional às estadual e nacional do primeiro semestre.
Porém, no início de 2002, ambiente voltou a ficar ruim na Gávea, com a perda da Copa Mercosul nos pênaltis para o San Lorenzo (a decisão seria em dezembro de 2001, mas a partida na Argentina teve de ser adiada para janeiro em razão dos tumultos populares gerados pela crise econômica que assolava o país); e, posteriormente, com a decepcionante campanha na Libertadores, onde o Flamengo foi eliminado na primeira fase, ficando em último em seu grupo. O time também ficou longe das fases finais do Torneio Rio-São Paulo e do Campeonato Carioca de 2002.

### Vasco da Gama
Chegou ao Vasco da Gama no meio de 2002, em surpreendente transferência do rival. Após um mau Campeonato Brasileiro de 2002, recuperou-se e fez parte da campanha da conquista da Taça Guanabara, não chegando a ser campeão carioca pelo clube cruzmaltino, pois se transferira pouco antes para o futebol chinês. Tornou-se, ao lado dos reforços Marcelinho Carioca e Marques (ambos também ex-jogadores do Flamengo), um dos líderes da equipe, que ainda continha as promessas Fábio, Léo Lima e Souza e o veterano Valdir "Bigode". Começava a cair nas graças da torcida quando foi anunciada sua saída em virtude de um contrato de mais de R$ 10 milhões oferecido pela equipe chinesa do Shanghai Shenhua, poucos dias após ter participado do empate em 1-1 contra o Flamengo que deu o título da Taça Guanabara ao Vasco.
Após um ano na China (onde faturou o campeonato local), chegou a ser sondado pelo Botafogo, justamente o único grande time carioca que não defenderia. Petković voltou ao Rio de Janeiro para vestir alvinegro, mas o regresso foi no próprio Vasco, durante o Campeonato Brasileiro de 2004. Logo retornou à boa fase que viveu na equipe no Estadual do ano anterior, salvando-se individualmente em meio ao combalido time vascaíno (que não venceu os dez jogos em que atuou sem o sérvio, tendo pífia média de 10% de aproveitamento nessas partidas), que teve de lutar pelo segundo ano seguido contra o rebaixamento - terminou a competição a três posições do primeiro rebaixado, com aproveitamento de 45,7% com "Pet" em campo. Tendo liderado a equipe na campanha que garantiu a permanência, marcando 18 gols e distribuindo 11 assistências (sendo artilheiro e maior "garçom" do elenco), Petković recebeu finalmente sua primeira Bola de Prata da Revista Placar, tornando-se o primeiro (e, até o holandês Clarence Seedorf ganhar a sua, em 2013, o único) europeu a ganhar a premiação.
Nesta segunda passagem em São Januário, chegou a atuar juntamente com Željko Tadić, goleiro montenegrino que havia indicado, ex-colega de Radnički que agenciava e que hoje é seu empresário, além de ser seu padrinho de casamento.

### Fluminense
No início de 2005, "Pet" foi contratado pelo clube saudita do Al-Ittihad, voltando ao Rio de Janeiro em agosto, agora para jogar no Fluminense. Dado como importante reforço, pediu a camisa 10, no entanto essa já pertencia ao então craque da equipe, Felipe, que fora contratado no início daquele ano mas cumpria longa suspensão aplicada pelo STJD. Como havia um contrato publicitário que explorava Felipe vinculado a numeração, o sérvio acabou ficando com a camisa 8. Sua estreia, no dia 24, foi contra o São Paulo, em empate em 1 x 1 no Morumbi. No jogo seguinte, marcou seu primeiro gol, em vitória por 5 x 2 sobre o Paysandu, e deu passe para outro. A terceira partida, no feriado de 7 de setembro, finalmente o fez superar de vez qualquer desconfiança da torcida: fez o milésimo gol da história do Flu em Campeonatos Brasileiros (o que lhe renderia uma placa do clube), na partida contra o Cruzeiro, em linda jogada onde driblou em pouco espaço três adversários e tocou para o gol ao perceber a saída do goleiro. Comandou o Tricolor Carioca em goleada de 6 x 2 no Mineirão, tendo marcado ainda outro lindo gol, em forte chute de fora da área com a perna esquerda.
Na conhecida superexigência da Placar, conseguiu uma nota 9, muito raramente concedida pela revista. O sérvio manteve as boas atuações e receberia sua segunda Bola de Prata seguida, agora pelo Fluminense, que por pouco não chegou à Libertadores (ficou dois pontos atrás do Palmeiras, último classificado, após derrota em confronto direto na última rodada; em julho, antes de "Pet" chegar, já havia perdido a Copa do Brasil em casa para o supreendente Paulista de Jundiaí).
O ano de 2006 acabou sendo amargo nas Laranjeiras. Apesar dos altos investimentos da patrocinadora Unimed (que trouxe Tuta, Pedrinho, Rogério e Cláudio Pitbull), o clube não passou da primeira fase nos dois turnos do Campeonato Carioca. Vinha fazendo um bom Campeonato Brasileiro, com "Pet" acumulando respeito o suficiente no clube para palpitar nas contratações: novamente indicou um ex-jogador do Radnički, seu compatriota Vladimir Đorđević, e "vetou" a vinda do desafeto Edílson, seu ex-colega de Flamengo. Entretanto, a eliminação para o rival Vasco da Gama na semifinal da Copa do Brasil acabou fazendo o Fluminense, que vinha bem no Brasileirão, cair de rendimento a ponto de ter de passar a lutar contra o rebaixamento, até a penúltima rodada. A equipe também caiu na Copa Sul-Americana, nas oitavas-de-final, para os argentinos do Gimnasia y Esgrima La Plata. "Pet" não passou imune à má fase do grupo.

### Goiás
Em janeiro de 2007, transferiu-se para o Goiás. Após o término do Campeonato Goiano (em que que o título foi perdido para o Atlético Goianiense), Petković rescindiu seu contrato no início do Brasileirão, insatisfeito com cobranças que julgava excessivas.

### Santos
O jogador acertou então com o Santos, do técnico Vanderlei Luxemburgo, com a missão de substituir Zé Roberto, se tornando o 52º jogador dentre todos os jogadores estrangeiros do alvinegro. Porém, teve uma sequência irregular de boas partidas e foi dispensado ao final do ano.

### Atlético Mineiro
Em março de 2008, foi para o Atlético Mineiro como a grande contratação nas comemorações do centenário do clube, tendo sua contratação inclusive anunciada exatamente no dia do aniversário de 100 anos do Galo, 25. Foi um dos poucos que tiveram atuações razoáveis no decepcionante ano dos alvinegros, sendo um dos líderes em assistências no Brasileirão, com oito de seus nove passes resultando em gol. Ao final do ano, entretanto, perdeu espaço por causa de problemas físicos. Sua saída foi anunciada pelo técnico Emerson Leão assim que este assumiu o cargo, em 17 de dezembro. O mesmo treinador já o havia dispensado quando assumira o Santos, no final do ano anterior.

### Retorno ao Flamengo
Sete anos depois, tendo sido ídolo também nos rivais Vasco da Gama e Fluminense, Petković retornou ao Flamengo em um acordo para diminuir o valor que o clube lhe deve. Adotou o supersticioso número 43 para lhe dar sorte: aos 43 minutos do segundo tempo foi o momento em que ele marcara seu mais célebre gol, o de falta contra o Vasco da Gama, que rendera o Carioca de 2001; outra referência a esta conquista era o fato de ela marcar o quarto tricampeonato (4 a 3) seguido do Fla no Estadual. Além disso, 43 também fora a quantidade total de gols que marcara em sua primeira passagem no clube.
Como a contratação deu-se assumidamente em função da dívida e não de uma boa fase vivida pelo jogador, havia grande dose de desconfiança em relação ao sérvio, o que foi mudando quando ele voltou a demonstrar futebol vistoso, tornando-se o grande articulador do Flamengo no campeonato. O Flamengo, comandado pelo efetivado interino Andrade, teve nele, em "Pet" e em Adriano os principais nomes de uma surpreendente reação que levaria o clube da 14ª posição, próxima à zona de rebaixamento, à conquista do título. O sérvio teve seu ápice até então na vitória sobre o líder do Campeonato Brasileiro de 2009, o Palmeiras: em pleno Parque Antártica, marcou um gol olímpico e outro gol em jogada individual na defesa adversária.
Nova vitória no jogo seguinte, um clássico contra o Botafogo, deixou os rubro-negros a três pontos da liderança, no que foi a décima primeira partida invicta do Flamengo. Na mesma partida, entretanto, Petković lesionou a coxa. Sua ausência foi apontada como o grande motivo da derrota para o Barueri, na partida posterior, que fez o clube estacionar sua reação no torneio, caindo para a quinta colocação, demonstrando também grande dependência que o elenco possuiria em relação a ele.
Dois jogos depois, o "gringo" voltou a fazer mágica: Marcou o primeiro gol do jogo batendo escanteio (o seu segundo gol de escanteio no campeonato; um funk carioca composto em sua homenagem acabaria por apelidá-lo de "rei do gol olímpico") contra o Atlético Mineiro no Mineirão, então terceiro colocado no campeonato que, com a derrota para o Flamengo pelo placar de 3 X 1, perderia a posição para este, passando a ocupar o quarto lugar. Contando com os tropeços dos líderes, o clube conseguiu alcançar a liderança pela primeira vez no campeonato na penúltima rodada. O sexto título brasileiro, o primeiro em dezessete anos do Flamengo, foi assegurado com vitória de virada por 2 x 1 sobre o Grêmio, no Maracanã, com "Pet" utilizando outra vez sua nova especialidade, os escanteios: em assistência de córner dele saiu o gol do título (que até então, com o empate parcial, estava ficando com o Internacional), de Ronaldo Angelim. O primeiro gol (de David) também surgiu em um escanteio cobrado por ele.
| “ | Não aprendi português o suficiente para achar palavras para descrever a torcida do Flamengo. | ” |

Em 20 de novembro de 2009, já havia deixado sua marca na história do Maracanã, sendo o quinto estrangeiro a ser eternizado na Calçada da Fama do estádio (depois de Elías Figueroa, Romerito, Franz Beckenbauer e Eusébio), demonstrando muita emoção com a homenagem recebida. No mês anterior, já recebia alta homenagem de uma das torcidas organizadas do Flamengo, que inseriu a efígie de "Pet" em uma bandeira da Sérvia. Dias depois, a bandeira foi utilizada também em chuteira personalizada que a Adidas lançou para o jogador. Seu grande desempenho pelo campeonato lhe renderia também sua terceira Bola de Prata como um dos melhores meias, tendo ganho as duas anteriores com os rivais Vasco e Fluminense. "Pet" também esteve perto de faturar a Bola de Ouro, ficando um décimo apenas atrás do premiado Adriano.
As expectativas do Flamengo para 2010 eram altas, mas o ano terminou decepcionante. No Estadual, perdeu-se para o Botafogo a chance de um inédito tetracampeonato rubro-negro; na Copa Libertadores da América, a equipe caiu nas quartas-de-final, contra o Universidad de Chile; e no Brasileirão, os flamenguistas realizaram sua pior campanha como detentores do título: apesar de ter conseguido um lugar na Copa Sul-Americana de 2011, o Flamengo brigou contra o rebaixamento até a penúltima rodada, terminando em 14º. Alguns jogadores do elenco também enfrentaram controvérsias particulares, desde Adriano até o caso policial do goleiro Bruno. No caso do Petković, um desentendimento com um dos diretores do clube. No Brasileirão, apesar da campanha apática — da equipe e do sérvio —, ele foi o artilheiro do time, ainda que com apenas cinco gols. Mas seu desempenho abaixo do esperado fez com que a diretoria rubro-negra não lhe incluísse nos planos para 2011.
Depois de cinco meses sem disputar uma partida, Petković finalmente foi reintegrado ao grupo para uma despedida. Entrou em campo pela última vez para um jogo oficial em 5 de junho de 2011, enfrentando o Corinthians pelo Campeonato Brasileiro. Jogou o primeiro tempo do empate em 1 a 1. No intervalo, recebeu uma placa comemorativa da presidente do clube, Patrícia Amorim, e deu a volta olímpica na pista do Engenhão, sendo ovacionado pela torcida rubro-negra. Pelo Flamengo em duas passagens fez 198 jogos, 90 vitórias, 51 empates e 57 derrotas; 57 gols. Ele venceu os Campeonatos Cariocas 2000 e 2001, Copa dos Campeões 2001, Campeonato Brasileiro de 2009.

### Retorno aos gramados
Em 2022, após 11 anos de sua aposentadoria, Petković retorna ao futebol como jogador, para disputar o Campeonato da Segunda Divisão da Sérvia, pelo clube Real Nis.

## Seleção Nacional

### Juvenis
Petković defendeu desde os quinze anos de idade as seleções juvenis da antiga Iugoslávia. Com essa idade, marcou um dos gols mais rápidos do futebol, aos três segundos em partida contra o Chipre.
Sua primeira convocação à seleção principal veio quando ele estava justamente defendendo a sub-20 no Torneio Internacional de Toulon de 1992. Nessa competição juvenil, a Iugoslávia terminaria no vice-campeonato para Portugal de Rui Costa, João Pinto, Jorge Costa e Capucho, superando a França, de Lilian Thuram, na semifinal.
Nesse torneio de Toulon, Petković marcou dois gols, ambos na vitória de 3-0 sobre os Estados Unidos de Brad Friedel, Claudio Reyna, Alexi Lalas e Cobi Jones. A seleção iugoslava contava ainda com Savo Milošević, Albert Nađ e Željko Tadić, amigo pessoal que Petković posteriormente traria para jogar no Brasil.

### Convocação à Eurocopa 1992
Petković foi convocado de última hora para a Eurocopa de 1992, em meio a uma preparação tensa, em plena Guerra Civil Iugoslava. Em função do conflito, os principais jogadores croatas e bosníacos deixaram de defender a seleção a partir de março de 1992. O treinador era Ivica Osim, bósnio de origem eslovena. Em 22 de maio, ele anunciou que não mais comandaria o país no torneio, em decorrência de ameaças que sua família, ainda residente sob o cerco de Sarajevo, sofria. Dezoito jogadores de uma lista final de vinte já haviam sido convocados, ignorando-se participantes das eliminatórias como os croatas Davor Šuker, Robert Prosinečki, Zvonimir Boban e Robert Jarni, o esloveno Srečko Katanec e os bosníacos Mehmed Baždarević, Meho Kodro e Faruk Hadžibegić. Os croatas foram barrados pela sua federação, enquanto alguns bosníacos recusaram também forçadamente, após ameaças que sofriam - Baždarević e Hadžibegić, ainda presentes no amistoso em março (derrota de 2-0 para os Países Baixos),[carece de fontes?] chegaram a comparecer no aeroporto para despedirem-se às lágrimas dos velhos colegas de seleção.
Os dezoito inicialmente chamados foram Fahrudin Omerović (bosníaco) e Dragoje Leković (sérvio) de goleiros; Vujadin Stanojković, Gordan Petrić, Slobodan Dubajić (sérvios), Duško Radinović, Branko Brnović, Budimir Vujačić (montenegrinos), Darko Milanič (esloveno) e Ilija Najdoski (macedônio) de defensores; Dragan Stojković, Vladimir Jugović, Slaviša Jokanović, Siniša Mihajlović (sérvios, este último nascido na Croácia) e Džoni Novak (esloveno) como meias; e Predrag Mijatović, Dejan Savićević (montenegrinos) e Darko Pančev (macedônio) de atacantes. Pančev, chuteira de ouro europeu no ano anterior, porém, preferiu renunciar em 26 de maio, alegando má forma e sendo substituído pelo sérvio Dragan Jakovljević. As duas vagas finais eram esperadas para o defensor Miroslav Đukić e o atacante Dragiša Binić.
No dia seguinte, a dupla que substituiu Osim, formada pelo montenegrino Miljan Miljanić (a manifestar seu descontentamento com indagações antes inexistentes e cada vez mais frequentes acerca da origem dos jogadores ao invés do rendimento deles) e por Ivan Čabrinović (sérvio casado com uma muçulmana), optou por chamar Slobodan Krčmarević e Dejan Petković, que de imediato se juntaram à delegação. Ainda pelo Torneio de Toulon, Petković havia entrado em campo em 27 de maio, data da partida da seleção juvenil contra os EUA,[carece de fontes?] em que marcara dois gols. No dia seguinte, já jogou nova partida, agora com os adultos.
No dia 28 de maio, a seleção principal disputou um último amistoso prévio à Eurocopa, em derrota de 2 a 1 em Florença para a Fiorentina, diante de público pequeno de cem pessoas e sob protestos. Essa partida não-oficial marcou a estreia de Petković pela seleção principal, sendo inclusive titular na escalação Omerović (Leković), Radinović (Novak), Petrić (Milanič) e Dubajić; Mihajlović, Jugović, Brnović e Jokanović; Mijatović, Stojković e ele (substituído por Jakovljević). Jokanović abriu o placar, mas o clube italiano, mesmo desfalcado dos estrangeiros Dunga e Gabriel Batistuta (liberados de férias), terminou vencendo de virada. Acabaria sendo a última partida da antiga Iugoslávia, antes do país reduzir-se à união de Sérvia e Montenegro.
Os iugoslavos imediatamente rumaram à Suécia, se tornando a primeira seleção a chegar ao país-sede para se hospedarem com vistas à competição. Já havia uma indefinição acerca da participação ou não do país na Euro, a iniciar-se em 10 de junho.[carece de fontes?] A menos de duas semanas do início do torneio, a UEFA então resolveu atender a recomendação de banimento esportivo por proposto pelas Nações Unidas. A Iugoslávia terminou substituída pela Dinamarca, que havia ficado em segundo lugar no grupo de ambas nas eliminatórias, com a vitória eslava em Copenhague sendo inclusive decisiva para que o astro dinamarquês Michael Laudrup, em protesto com o treinador Richard Møller Nielsen, decidisse na época por não mais defender a seleção nórdica. Mesmo sem o craque e como "intrusa", ela terminou surpreendentemente campeã.
Ainda no dia 28 de maio de 1992, a dupla técnica já protestava contra a ameaça (depois confirmada) de banimento ao jornal italiano La Repubblica: "não somos mais aceitos? Agora eles não nos querem mais?", indagava às lágrimas Miljanić sobre a Suécia, enquanto Čabrinović frisava que "esta guerra não é o que queríamos, por que deve o esporte parar? O futebol deve unir, não dividir". Petković, por sua vez, não escondia que seguia com insatisfação à altura de 2015, declarando o seguinte à revista Corner: "embargo no esporte faz sentido? Não faz sentido. Nenhum. Era preciso ser uma decisão unânime da ONU, e não foi. Foi uma decisão da OTAN. Em 1999, aconteceu uma série de bombardeiros da OTAN mesmo com o veto de países membros da ONU. Há coisas no mundo que só funcionam pela vontade política de algumas partes envolvidas. Eu iria para a Euro 92. Perdi uma grande vitrine para mostrar meu talento".

### Poucas vezes pela Iugoslávia
Com o fim do banimento da seleção iugoslava, reduzida a jogadores de Sérvia e Montenegro, Petković enfim estreou oficialmente pela seleção principal em 1995, fazendo partidas esporádicas até 1998. Sua transferência do poderoso Real Madrid para o Vitória e, antes disso, discussões com o então técnico Slobodan Santrač ainda em 1995 acabaram prejudicando-o, não sendo chamado para a Copa do Mundo de 1998. Antes de tudo isso, o banimento imposto à seleção pela FIFA entre 1992 e 1994 devido à Guerra Civil Iugoslava foi outro fator que não lhe deixou ter mais partidas, justamente na época em que despontava no Estrela Vermelha e era considerado um dos mais promissores talentos europeus.
O desentendimento com Santrač já teria surgido em dezembro de 1994, quando a FIFA acabou com as sanções para amistosos - os iugoslavos ainda teriam de esperar até as eliminatórias para a Copa do Mundo de 1998 para voltarem a concorrer a uma vaga em torneios oficias, ficando de fora das disputas por um lugar na Eurocopa 1996 (certamente outro fator que atrapalhou Petković), que já estavam em andamento.[carece de fontes?] O país, reduzido a Sérvia e a Montenegro, veio à América do Sul fazer sua reestreia. Petković ficou de fora do primeiro jogo - curiosamente, contra o Brasil. O segundo foi contra a Argentina. Ele havia se destacado entre os titulares nos treinamentos, mas foi posto na reserva. Ainda assim, ficou esperançoso em entrar na partida quando o técnico ordenou-lhe, aos 30 minutos do primeiro tempo, que fosse se aquecer.Rambo participou ainda da roda de bobinho no intervalo da partida e continuou a se aquecer até os 35 minutos do segundo tempo, quando ficou apenas alongando-se por mais cinco minutos. Aí, acreditando que não entraria mais, sentou-se no banco. Santrač só foi lhe chamar aos 43 minutos mas, vendo-lhe sentado, optou por outro jogador.
Em junho de 2018, o jogador relembrou o episódio, em entrevista ao jornal El País:
| “ | Eu era o melhor jogador da Iugoslávia. Em 1994, viemos jogar contra o Brasil. Fizeram seis substituições no time e eu não entrei na partida. Paciência. No segundo amistoso, contra a Argentina, me mandaram aquecer aos 30 do primeiro tempo. Ainda estou aquecendo... [risos] No último minuto de jogo, depois de uma hora aquecendo, sentei no banco. E aí quiseram me colocar. O auxiliar começou a gritar porque eu estava sentado. Depois disso, acabou o jogo e disseram que eu tinha me negado a entrar. Fui punido. | ” |

Em 1995, a Iugoslávia jogou sete vezes, com Petković finalmente atuando: participou seguidamente das últimas cinco partidas, três como titular e vencendo quatro; Seu debute, no seu conhecido Marakana, o estádio do Estrela Vermelha (curiosamente, apelidado com o nome popular do Estádio Mário Filho, onde ele também brilharia, anos mais tarde) foi contra outra seleção sul-americana, em um 1 a 0 contra o Uruguai, em 31 de março. As partidas seguintes foram contra Rússia, Grécia, El Salvador e México, respectivamente terminadas em 2 a 1, 2 a 0 e 4 a 1 (duas vezes). As três últimas vitórias foram todas fora de casa. Curiosamente, foi justamente na única derrota, no Marakana, que ele marcou o que seria seu único gol oficial pela seleção: foi no jogo contra os russos, ainda assim empatando momentaneamente a partida apenas um minuto depois do primeiro gol adversário.
Foi justamente na última partida do ano, contra os mexicanos,[carece de fontes?] que a relação de Petković com o técnico Santrač, que parecia acalmada, deteriorou-se de vez, mesmo após uma ótima partida do meia, em que ele, entrando no decorrer do jogo no lugar do astro Dejan Savićević, distribuiu três assistências e teve um gol mal anulado - para Santrač, duas bolas que ele teria perdido no meio-campo afetaram seu rendimento. Temperamental, o jogador questionou a capacidade do técnico. Ainda assim, Petković a princípio retornaria à seleção em março de 1996, quando foi convocado para amistoso contra a Romênia. Porém, lesionou-se gravemente em treinamento no Sevilla, fator que o tirou do amistoso e de todo o restante da temporada 1995-96. Não chegou a participar das eliminatórias à Copa do Mundo FIFA de 1998, para a qual não foi convocado. Petković só voltou à Seleção após o torneio, em novo amistoso do país contra o Brasil, em setembro, no Maranhão, quando Milan Živadinović já era o técnico; a mesma partida marcou também a estreia de Vanderlei Luxemburgo como técnico da Seleção Brasileira. "Pet" embarcou para São Luís no mesmo voo que levou os jogadores brasileiros.
Foi titular no 1-1 contra os brasileiros,[carece de fontes?] inclusive vestindo a camisa 10. Porém, como ainda estava no Vitória, e por aquele retorno ter sido também sua última partida oficial pela Iugoslávia,[carece de fontes?] ele declarou anos mais tarde que acredita que só foi chamado na ocasião pois seria um bom tradutor para a delegação, apesar de Živadinović tê-lo treinado no Estrela entre 1992 e 1994.
Em 2019, como comentarista do Seleção SporTV, Pet afirmou, ao ser questionado sobre sua não-convocação para a Copa de 1998:
| “ | Falaram que cinco ou seis jogadores tinham pagado. Se você pagar, você vai. Não direto da seleção, um intermediário que falou. Aí eu falei para o Paulo Carneiro (então presidente do Vitória), e ele disse que pagava o dobro para eu ir. Aí falei, paga que eu boto no bolso e não vou. | ” |

Petković ainda jogaria mais duas vezes pela seleção, em dois amistosos não-oficiais em dezembro de 1999, quando estava de volta ao futebol europeu, no Venezia. O novo treinador da Iugoslávia era Vujadin Boškov, que o convocou para partidas contra seleções regionais espanholas, não reconhecidas pela FIFA, as seleções das Ilhas Canárias e da Catalunha. Petković foi capitão, integrando trio ofensivo com Igor Gluščević e Mateja Kežman no dia 21 de dezembro, em que abriu o placar de pênalti no primeiro amistoso, contra os canários. Os visitantes jogaram o melhor no primeiro tempo, ampliando para 2-0. Porém, na segunda etapa sofreram o empate em dois gols de pênalti convertidos pela seleção treinada por Luis Molowny. Petković também foi titular na segunda partida, perdida por 1-0 para os catalães em 23 de dezembro.
Decidido a jogar no futebol brasileiro (algo incomum para um jogador europeu), o meia perdeu visibilidade para com os treinadores que se seguiam no comando da Iugoslávia, não sendo chamado por Boškov para a Eurocopa 2000. Chegou certa vez a desabafar à Placar que, se tivesse permanecido no Venezia, clube segundo ele mesmo "dez vezes mais fraco que o Flamengo (sua equipe à época)", continuaria a ser chamado. Um suposto mau relacionamento com antigos dirigentes da Federação Iugoslava, que exigiriam dinheiro dos jogadores em troca de apoio nas convocações, teria sido outra causa de seu afastamento, não-compreendido na época pelo próprio público iugoslavo; Petković chegou a ser matéria de capa em revista local que indagava as razões de sua ausência, em reportagem que teve grande repercussão no meio esportivo do país naquele momento.
Na entrevista ao jornal El País em junho de 2018, o ex-jogador manteve-se crente sobre a hipótese de pagamento exigido pelos dirigentes, ao negar que o que mais teria lhe atrapalhado teria sido seu temperamento: "não vejo por esse lado. Em 1998, se tivesse pagado para jogar, eu iria para a Copa do Mundo. Nunca me falaram isso diretamente. Mas soube por "laranjas" que dava para ajeitar um esquema. Diziam que alguns pagavam para ir à Copa. Nem pensei em cogitar um absurdo desses.".

### Sem oportunidades na Sérvia e Montenegro e, posteriormente, Sérvia
Com o fim da Iugoslávia e o surgimento da Sérvia e Montenegro, chegou a acalentar esperanças de poder jogar pela Seleção Brasileira, visto que a seleção que já defendera não existia mais, o que o tornaria livre para jogar por outra. Petković expressou essa vontade em 2004. Em 2005, as notícias de seu grande sucesso já no Fluminense chegaram ao seu país, onde houve pedidos para que o então treinador, Ilija Petković (com quem não tem parentesco), o convocasse. Mesma opinião favorável declarou um dos líderes do selecionado, o veterano atacante Savo Milošević, que jogara ao lado dele na seleção juvenil e depois na principal[carece de fontes?] e o conhecia também dos dérbis entre Partizan (antigo clube de Milošević) e Estrela Vermelha.
Um anúncio oficial de que Ilija iria a convocá-lo para amistosos que a Sérvia e Montenegro faria em março, preparativos para a Copa, chegou a ser feito, mas sua convocação não se concretizou. O técnico justificava-se afirmando que o grupo na seleção já estaria definido e que não seria justo retirar alguém que se esforçara para classificar a Seleção Servo-Montenegrina à Copa do Mundo de 2006 para dar espaço à "Pet". Apesar disso, convocou um novato, Ivan Ergić, para os 23 selecionados para o mundial, deixando Petković de fora. Com o corte de um dos outros convocados, o montenegrino Mirko Vučinić, o treinador chamou um Petković, mas tratava-se de seu filho, Dušan, outro que não jogava pela seleção. Atacado pela mídia nacional, o próprio decidiu renunciar à vaga, que desta forma não poderia ser novamente preenchida, pelas regras da FIFA.
Em junho de 2018, na entrevista ao jornal El País, relembrou aquela situação:
| “ | Eu vinha de um Campeonato Brasileiro fantástico com o Fluminense. Meus jogos no Brasil eram transmitidos na Sérvia. O país inteiro pedia minha convocação. Sempre inventavam uma desculpa para não me levar. Quando saiu a lista da Copa, as pessoas se perguntavam por que eu não fui convocado. Na época, o Zico disse que a Sérvia ia ganhar a Copa: “Tem 23 melhores que o Pet.” Então, o Vučinić se machucou. E aí divulgaram o substituto: "D. Petković". Começaram a me ligar, me dando os parabéns, mas, na verdade, o convocado era o Dušan Petković, filho do técnico. Ele trocou um atacante por um zagueiro. Isso pegou tão mal que, na preparação para a Copa, o garoto não aguentou a pressão e foi embora, com vergonha de estar lá. Disputamos o Mundial com um jogador a menos. Nunca me deram uma explicação oficial. Em off, diziam que, se me chamassem, eu teria que jogar. Infelizmente, perdi duas Copas do Mundo. Entrei para o grupo restrito dos bons jogadores que nunca jogaram um Mundial. Não tenho nenhuma frustração por não ter disputado a Copa, porque não foi um insucesso meu. No futebol, alguns poucos têm poder para arruinar muitas coisas. As pessoas que administravam a seleção do meu país é que me fizeram mal, não a instituição. Não guardo mágoas. | ” |

Aos 33 anos quando o país se separou, às vésperas do mundial, Petković tampouco foi chamado para defender a nova Seleção Sérvia. Em 2009, o então técnico da Sérvia, Radomir Antić, declarou-se feliz com o sucesso de "Pet" no Brasil - o jogador passava por grande fase no Flamengo mesmo com a idade avançada de 37 anos -, mas os elogios vieram com a confirmação de que ele dificilmente seria novamente chamado para defender a seleção. Petković reconheceu que, justamente também pela sua idade, não se via na Copa do Mundo de 2010 (em que a Sérvia classificou-se liderando o grupo que continha a França), afirmando estar "muito velho para isso. Gostaria de ter dez anos a menos para disputar uma Copa do Mundo". Ainda assim, expressou seu desejo de jogar ao menos um amistoso por seu país.
Ex-colega de Petković no Estrela Vermelha, o ex-atacante Darko Kovačević naquela época tornou-se outro antigo astro da seleção a posicionar-se incrédulo pela falta de maiores oportunidades ao meia: "é uma pergunta que todos se fazem na Sérvia. É um tema difícil: por que ele jogou pouco na seleção? Rambo sempre foi um grande jogador. Mas havia nomes como Mijatović, Stojković e Savićević na mesma posição... Mas ele merecia uma oportunidade. Acompanho sua carreira no Brasil, vi os gols olímpicos que ele andou fazendo. Rambo merecia uma oportunidade antes, agora com 37 (anos) é difícil. Antić tem uma base formada, a seleção é mais jovem". A improvável convocação para o mundial, de fato, não veio.

#### Jogos
A tabela abaixo resume as aparições de Dejan Petković por seu país, todas pela Iugoslávia.[carece de fontes?]
| #     | Data                   | Competição           | Local                                     | Adversário     | Placar | Gols(s)     | Assistência |
| ----- | ---------------------- | -------------------- | ----------------------------------------- | -------------- | ------ | ----------- | ----------- |
| 1     | 28 de maio de 1992     | Amistoso não-oficial | Artemio Franchi (Florença)                | Fiorentina     | 1–2    | 0           |             |
| 2     | 31 de março de 1995    | Amistoso             | Marakana (Belgrado)                       | Uruguai        | 1–0    | 0           |             |
| 3     | 31 de maio de 1995     | Amistoso             | Marakana (Belgrado)                       | Rússia         | 1–2    | Gol marcado |             |
| 4     | 20 de setembro de 1995 | Amistoso             | PAOK (Tessalônica)                        | Grécia         | 2–0    | 0           |             |
| 5     | 12 de novembro de 1995 | Amistoso             | Nacional de la Flor Blanca (San Salvador) | El Salvador    | 4–1    | 0           | 1           |
| 6     | 16 de novembro de 1995 | Amistoso             | Tecnológico (Monterrey)                   | México         | 4–1    | 0           |             |
| 7     | 23 de setembro de 1998 | Amistoso             | Castelão (São Luís)                       | Brasil         | 1–1    | 0           |             |
| 8     | 21 de dezembro de 1999 | Amistoso não-oficial | Heliodoro Rodríguez López (Tenerife)      | Ilhas Canárias | 2–2    | Gol marcado |             |
| 9     | 23 de dezembro de 1999 | Amistoso não-oficial | Montjuïc (Barcelona)                      | Catalunha      | 0–1    | 0           |             |
| Total | Total                  | Total                | Total                                     | Total          | Total  | 2           | 1           |

## Carreira de treinador e dirigente
Em 26 de dezembro de 2013, foi anunciado como gerente das categorias de base do Atlético Paranaense, além de comandar a equipe sub-23 do Furacão, que substitui a equipe principal, durante o Campeonato Paranaense de 2014. Em 2015, ele reiterou ser favorável ao uso de jogadores juvenis nos campeonatos estaduais do Brasil como um meio-termo válido para manter a existência da competição, cada vez menos valorizados pelos grandes times, mas importante historicamente:
| “ | Cada campeonato, cada país, cada cultura são diferentes. Aqui, nós temos os estaduais, mas (...) bota o sub-23 para jogar. O que a gente faz com os jogadores sub-20? Já que é para manter os estaduais pela importância histórica, que se mantenha, mas que se jogue com um time sub-23. É onde você faria essa transição de um jogador do sub-20 para o primeiro time, porque nem todos podem entrar de cara numa competição de alto nível. Deveria existir um campeonato brasileiro sub-20 que durasse o ano todo e não somente duas semanas como aconteceu em 2013 e 2014. Como não há competições fortes, então os jovens não estão sendo preparados. | ” |

No dia 12 de junho de 2015 foi anunciado como técnico do Criciúma para o Campeonato Brasileiro.
No dia 13 de março de 2016, Petković foi anunciado como novo treinador do Sampaio Corrêa.
Em 11 de maio de 2017 foi anunciado como treinador pelo Vitória, ocupando também o cargo de gerente de futebol. Em 3 de junho deixa o cargo de treinador, passando a ficar somente como diretor de futebol e anuncia Alexandre Gallo como seu substituto na função.

## Estatísticas

### Como jogador
Futebol sérvio
| Clube            | Temporada       | Campeonato | Campeonato | Copa Local | Copa Local | Copas Européias | Copas Européias | Total | Total |  |
| Clube            | Temporada       | Jogos      | Gols       | Jogos      | Gols       | Jogos           | Gols            | Jogos | Gols  |  |
| ---------------- | --------------- | ---------- | ---------- | ---------- | ---------- | --------------- | --------------- | ----- | ----- |  |
| Radnički Niš     | 1988–89         | 2          | 0          | —          | —          | —               | —               | 2     | 0     |  |
| Radnički Niš     | 1989–90         | 21         | 2          | —          | —          | —               | —               | 21    | 2     |  |
| Radnički Niš     | 1990–91         | 17         | 0          | —          | —          | —               | —               | 17    | 0     |  |
| Radnički Niš     | 1991–92         | 30         | 8          | —          | —          | —               | —               | 30    | 8     |  |
| Radnički Niš     | Total no clube  | 70         | 10         | —          | —          | —               | —               | 77    | 26    |  |
| Estrela Vermelha | 1992–93         | 30         | 5          | —          | —          | —               | —               | 30    | 5     |  |
| Estrela Vermelha | 1993–94         | 29         | 10         | —          | —          | —               | —               | 29    | 10    |  |
| Estrela Vermelha | 1994–95         | 36         | 8          | —          | —          | —               | —               | 36    | 8     |  |
| Estrela Vermelha | 1995–96         | 14         | 5          | —          | —          | 2               | 0               | 16    | 5     |  |
| Estrela Vermelha | Total no clube  | 109        | 28         | —          | —          | 2               | 0               | 111   | 28    |  |
| Total na Sérvia  | Total na Sérvia | 179        | 38         | —          | —          | 2               | 0               | 181   | 38    |  |

Futebol espanhol
| Clube            | Temporada        | Campeonato | Campeonato | Copa Local | Copa Local | Copas Européias | Copas Européias | Total | Total |
| Clube            | Temporada        | Jogos      | Gols       | Jogos      | Gols       | Jogos           | Gols            | Jogos | Gols  |
| ---------------- | ---------------- | ---------- | ---------- | ---------- | ---------- | --------------- | --------------- | ----- | ----- |
| Real Madrid      | 1995–96          | 3          | 0          | —          | —          | —               | —               | 3     | 0     |
| Real Madrid      | 1996–97          | 2          | 0          | 1          | 0          | —               | —               | 3     | 0     |
| Real Madrid      | Total no clube   | 5          | 0          | 1          | 0          | —               | —               | 6     | 0     |
| Sevilla          | 1995–96          | 8          | 1          | —          | —          | —               | —               | 8     | 1     |
| Racing Santander | 1996–97          | 9          | 0          | 4          | 0          | —               | —               | 13    | 0     |
| Total na Espanha | Total na Espanha | 22         | 1          | 5          | 0          | —               | —               | 27    | 1     |

Futebol brasileiro
- Fonte: ge (portal)[3] e Flaestatistica[193]

| Clube            | Jogos | Gols | Assistências |
| ---------------- | ----- | ---- | ------------ |
| Flamengo         | 198   | 57   | 45           |
| Vitória          | 90    | 59   | 7            |
| Vasco da Gama    | 66    | 28   | 20           |
| Fluminense       | 60    | 18   | 13           |
| Atlético Mineiro | 32    | 5    | 9            |
| Goiás            | 9     | 1    |              |
| Santos           | 21    | 1    |              |
| Total            | 476   | 169  | 94           |

Outros
| Clube            | Jogos | Gols |
| ---------------- | ----- | ---- |
| Venezia          | 13    | 1    |
| Shanghai Shenhua | 22    | 7    |

### Como treinador
| Clube               | Jogos | Vitórias | Empates | Derrotas | Aproveitamento |
| ------------------- | ----- | -------- | ------- | -------- | -------------- |
| Atlético Paranaense | 7     | 2        | 2       | 3        | 38.1%          |
| Criciúma            | 24    | 7        | 12      | 5        | 45.83%         |
| Sampaio Corrêa      | 13    | 8        | 0       | 5        | 61.54%         |
| Vitória             | 4     | 0        | 1       | 3        | 8.33%          |
| Total               | 48    | 17       | 15      | 16       | 45.83%         |

## Vida pessoal
Petković é formado em enfermagem, tendo realizado o curso de formação paralelamente ao início de sua carreira, no Radnički Niš. A continuidade dos estudos fora uma exigência dos pais, Dobrivoje e Milena, para permitir a carreira futebolística. No curso, conheceu e passou a namorar a mulher que se tornou sua esposa, Violeta. Sua adaptação e a de sua esposa e filhas ao Brasil (onde investe em imóveis, além de ser sócio de uma pizzaria) foi tão boa que se divulgou que todos chegaram a começar um processo para naturalizarem-se. Ele, a esposa e as filhas, Ana e Inês, falam português fluentemente. O aprendizado do casal tornou-se de certa forma mais fácil por já saberem falar espanhol, após os dois anos passados na Espanha, permitindo que já desenvolvesse fluência em português após cerca de dois meses.
Entretanto, a notícia da naturalização seria posteriormente desmentida pelo próprio "Pet": "Não estou me naturalizando, nem minha família. A burocracia aqui é absurda. Sou um cara que mora aqui há 12 anos e não tenho nem visto de permanência, só de trabalho". A Constituição brasileira de 1988 confere cidadania aos estrangeiros de países não-lusófonos que a requeiram desde que, conforme previsto no Art. 12, II, "b", residam no Brasil por mais de quinze anos ininterruptos (o que não é o caso do jogador e seus familiares) e sem condenação penal. Apesar dos entraves legais, em entrevista ao programa Arena Sportv do dia 19 de outubro de 2009, Petković declarou que pretende continuar morando no Brasil após sua aposentadoria.
Mesmo sem ter ainda a cidadania brasileira, ele já recebeu, em novembro de 2009, os títulos de benemérito e de cidadão do Estado do Rio de Janeiro, na Assembleia Legislativa Fluminense. Em 2010, seria condecorado com a Ordem do Rio Branco. Também já foi "homenageado" pelos humoristas do Casseta & Planeta, que criaram ainda em 2001 uma paródia sua chamada "Perebović", derivada da gíria "pereba", usada para jogador ruim. Perebović apareceu em determinado episódio como a nova contratação do Tabajara Futebol Clube. O jogador não possuía uma das pernas, perdida na Guerra da Bósnia. Para aumentar o humor, sua habilidade estava concentrada justamente na perna amputada, que fazia sucesso jogando sozinha na Europa.
Petković aprecia Ed Motta e Lulu Santos, além de artistas de música gospel, pela semelhança entre a Igreja Cristã Evangélica do Brasil com a Igreja Ortodoxa Sérvia, a qual segue, tendo utilizado a música e a leitura de jornais brasileiros para se familiarizar com a língua portuguesa. Ele chegou inclusive a participar na edição de 2001 do VMB, a badalada premiação da MTV Brasil, em agosto daquele ano, quando a repercussão dos títulos flamenguistas naquele ano ainda era bastante recente. Ali, juntamente da apresentadora Fernanda Lima, entregou a O Rappa o prêmio de melhor videoclipe do ano.
Quando estava no Vitória, seu sobrenome era comumente narrado como "Petch-kóvik". "Petch-kovítch" veio em 1998 e é até hoje a forma mais usada. O jogador, entretanto, já alertou que a pronúncia do t não possuiria "chiado", sendo "Pet-kóvitch" a pronúncia correta de seu sobrenome. O j de seu primeiro nome, de acordo com o idioma servo-croata, pronuncia-se como [j].
Petković é cristão ortodoxo, e costuma passar o Natal ortodoxo, em janeiro, na Sérvia.

### Comentários políticos
Petković teve uma carreira afetada em diferentes momentos pelos conflitos decorrentes da desintegração da Iugoslávia. Ele não chegou a sentir-se mais pessoalmente afetado pela guerra civil na época, pois "nunca aconteceu no território sérvio. Um pouco mais na Croácia e na Bósnia, foi o pior. Mas tudo é perto, são distâncias de 300 km. Era pertinho", conforme declarou em 2009. Foi justamente quando esteve mais distante que sofreu mais: em meio à sua passagem pelo Vitória, ocorreu Guerra do Kosovo, em 1999. Seu país foi bombardeado pela OTAN enquanto os pais do jogador ainda moravam na capital Belgrado. "Eu me emociono todos os dias quando vejo as imagens dos ataques (...) É muito difícil estar longe neste momento", declarou. Chegou a participar, na Espanha, de um fórum de atletas e intelectuais iugoslavos, em protesto contra a ofensiva militar estrangeira, no que considerou um massacre contra seu povo.
Indagado na época sobre a justificativa de que os sérvios é que estariam massacrando os kosovares albaneses, respondeu:
| “ | Estamos apenas lutando pelo que é nosso. A soberania da Iugoslávia está em jogo. Nós sempre acolhemos muito bem as pessoas de outros países, mas não podemos aceitar que a Iugoslávia seja prejudicada. É a mesma coisa de o Brasil acolher seus vizinhos, como, por exemplo, uruguaios ou paraguaios e, depois, os dois países reivindicarem parte do território brasileiro. O que não dá para aceitar é o ataque da OTAN, a mando dos Estados Unidos | ” |

Em 2015, indagado novamente a respeito, manteve posicionamento contra a independência do Kosovo, fazendo referência à polêmica em torno de uma provocação em drone em partida entre Sérvia e Albânia, ainda que igualmente rechaçasse considerar-se um nacionalista:
| “ | Eu nunca fui nacionalista. Eu tenho amigos croatas e a gente lamenta a situação que aconteceu no meu país, a divisão da antiga Iugoslávia. Então, um nômade como eu, que já viajou e morou em vários países, sabe que nesse mundo tem muito mais gente boa do que ruim. E o que acontece é coisa política, de interesse econômico e, infelizmente, morreu muita gente inocente de todos os lados. Por isso, me dou bem com todos. Tenho amigos croatas e bósnios, tanto como inimigos sérvios. (A seleção brasileira na Copa do Mundo FIFA de 2014) ganhou da Croácia sem merecer. A Croácia foi bem naquele jogo, mas não deu sorte. (...) No caso de Kosovo, não tem legitimidade. O território do Kosovo é um berço da história da Sérvia, independente da situação atual. A Constituição da Sérvia não admite uma independência forçada. Quando acontecem conflitos e guerras, sempre tem muita coisa suja. Nunca há só um lado que faz as coisas erradas. Sempre tem dois ou três lados, dependendo do conflito. Mas aquele drone foi um insulto não só à Sérvia, mas ao mundo inteiro. O irmão do primeiro-ministro da Albânia entra com passaporte americano, faz aquilo, bota uma bandeira da Grande Albânia - que não existe e ainda reivindica territórios da Grécia, da Macedônia do Norte, de não sei quê - e você ainda tem que liberar o cara? Só porque tem um passaporte americano? Os cidadãos americanos são os ursos polares do mundo no sentido de proteção, então você não pode tocar neles. | ” |

Petković, como comentarista do SporTV na Copa do Mundo FIFA de 2018, voltaria a se manifestar publicamente sobre o tema, após a partida na qual a Sérvia foi derrotada de virada pela Suíça, cujos gols foram ambos de jogadores de origem albano-kosovar (Granit Xhaka e Xherdan Shaqiri), realçadas por eles em comemorações interpretadas como imprudentemente provocativas: na transmissão, comentou ser "uma comemoração vergonhosa para a seleção da Suíça. Aí ele faz isso aí. Ele foi pegar uma bandeira e não pegou a bandeira da Suíça. Pegar a bandeira de outro país não deixa de ser provocação. Ele fazendo isso é provocação muito séria. Tivemos problemas sérios recentemente. Lamentável, parabéns pelo jogo dele, a Suíça foi melhor, mas é lamentável isso...".
Em entrevista posterior ao site do Globo Esporte, o ex-jogador reiterou: "foi um ato totalmente provocativo, uma provocação política. É lamentável um jogador numa Copa do Mundo misturar as coisas, né? Para nós, sérvios, realmente foi um grande insulto. Logicamente, haverá indignação se não for tomada nenhuma providência. O que a FIFA vai fazer? Não sei, veremos. Mas é lamentável, merece punição".
Naquela mesma entrevista de 2015, declarou ainda algumas observações sobre o Brasil:
| “ | É um país maravilhoso e com potencial para mudar muito mais e muito mais rápido. O Brasil tem mais de quinhentos anos de história, mas está atrasado. As mudanças aqui acontecem numa escala bem mais lenta. Aqui há riquezas naturais e não vejo problemas étnicos, portanto, poderia crescer muito mais. Digo isso em comparação com meu país, embora não seja apropriado comparar o Brasil com a Sérvia. | ” |

Sobre o socialismo, o jogador já teceu opiniões antagônicas. Em 2004, acerca de sua então recente passagem pelo futebol chinês, afirmou à Placar que "os dirigentes não têm nenhuma condição de serem os líderes do time. São empresários de outros ramos que nunca viram um jogo de futebol e são nomeados managers pela política local. Na China, quem manda é o regime comunista. Nem pensar em questionar algo, apenas obedecer. Onde começa a lógica, não tem mais China. E vice-versa". Em 2009, também em tom de crítica, lembrou à revista oficial do Flamengo, sobre a juventude na Iugoslávia, que "com o regime socialista, havia uma grande classe média. Todo mundo trabalha, todo mundo tem o mesmo salário, (...) você termina a escola e já tem um trabalho. Mas isso não dá certo. Não dá. Não pode ter, por exemplo, uma fábrica que trabalharia bem com 5 mil funcionários e tem que empregar 30 mil. Todo mundo recebendo o mesmo. Sendo que uns trabalham e outros ficam lá lendo jornal o dia todo".
Em 2010, porém, em entrevista televisiva no programa de Ana Maria Braga, comentou elogiosamente, indagado sobre eventuais dificuldades vividas no socialismo, que "quando nasci, não tinha dificuldade nenhuma. Era um país maravilhoso, vivíamos um regime socialista, todo mundo bem, todos tinham salário, todos tinham emprego. Os problemas aconteceram depois dos anos 80". Já havia opinado em 2004, em entrevista à Placar, que "a Sérvia sempre foi um bom lugar para se viver. A transição para o governo democrata foi complicada. Mas estamos avançando".
Em junho de 2018, indagado novamente sobre o tema, declarou o seguinte ao jornal El País:
| “ | Eu vivi muito bem no socialismo, mas nem sabia o que isso significava. Era criança. A ideologia é fantástica, mas, na prática, não funcionava. Um exemplo... Tenho amigos que são trabalhadores, muito profissionais. Mas também tenho os que são “boleirões”, gostam de vida boa, não querem fazer nada. Imagine se esses amigos recebessem o mesmo que os trabalhadores dedicados? Isso desmotiva quem quer trabalhar. Mas tinha emprego para todo mundo. Essa era a parte boa do regime socialista, algo que o governo realmente tem de fazer. Criar oportunidades de trabalho. Mas, como as empresas viviam de subsídio, não importava o resultado. A produtividade era baixa. Uma fábrica que poderia operar com 3.000 funcionários tinha 30.000. Como meu pai dizia: comia a si mesmo. Minha infância foi maravilhosa. Meu pai e minha mãe tinham empregos. A gente frequentava escola boa, praticava esportes, viajava nas férias para a praia ou para a montanha e vivia com dignidade, mas não tinha mordomia. A comida era muito barata. Hoje, qualquer coisa é cara. Praticamente não existe diferença de preço entre a comida e um aparelho doméstico. Antes, a gente podia comer o mês inteiro com 10% do salário dos meus pais, mas precisava de cinco salários para comprar uma televisão. Agora, a diferença entre uma cesta básica e uma TV é pequena. Naquela época, nosso país tinha muita produção industrial, da agricultura a materiais de construção. Quando meus pais estavam construindo nossa casa, faltou grana para comprar as calhas do telhado. Então, eu quebrei meu cofrinho de moedas. Deu pra comprar as calhas e ainda sobrou dinheiro. A Iugoslávia teve comunismo, socialismo e capitalismo. Não sei qual deles é o melhor, de verdade. Tudo pode prestar, tudo pode estragar: depende dos interesses envolvidos. Não existe um sistema ideal. Para mim, o fundamental é que exista educação, respeito aos valores comunitários e à história do país. | ” |

Na mesma ocasião, teceu os seguintes comentários comparativos entre Sérvia e Brasil:
| “ | Eu cresci em um lugar que tem muitos problemas. O que acontece no Brasil eu já vivi. Estou acostumado. Mas os brasileiros não merecem o que está acontecendo. Um país maravilhoso, abençoado com essa riqueza natural e humana, pela mistura de cores, sem conflitos étnicos. Isso não pode ser ofuscado pelos problemas de corrupção. No meu país, também sofremos com corrupção e coisas piores, como a separação de territórios, agressões e mortes de inocentes, políticos que não são dignos de nenhum respeito. Talvez por isso eu consiga enxergar o lado positivo das coisas. Lamento a situação política, às vezes eu também quero chutar o balde, mas sou otimista e acredito muito no Brasil. Tenho duas casas. Em uma delas, eu nasci. A outra, eu escolhi. Nenhuma delas é perfeita. Mas eu também não sou perfeito. Não existe perfeição na vida, muito menos um modelo de sociedade perfeita. Entre tantas coisas boas, um único defeito me chama a atenção: o brasileiro é muito acomodado. Aceita as coisas sem conhecer os seus direitos, sem reivindicar, sem perguntar: “Mas por que isso?”. O brasileiro não questiona. Por que aumentou o preço da gasolina? Por que tem que pagar taxa de matrícula na escola? Por que vão fazer reajuste e correção monetária? Baseado em quê? “Ah, mas é assim. Não me importa quanto vou pagar no futuro, o que importa é que agora me custa menos.” Esse é o pensamento. Nesse ponto, muita coisa é diferente da Europa. Por que tem franquia do seguro? Por que tem que pagar plano de saúde? Por que faz um financiamento? Na Sérvia, pagamos a hipoteca e o valor das parcelas é fixo. Lá não existe plano de saúde. Os salários e as aposentadorias são baixas, mas as escolas públicas ainda são muito boas e melhores que as privadas. Alguma coisa ainda funciona na minha terrinha. Não é só roubalheira. | ” |

Ainda na mesma entrevista, comentou o seguinte acerca da dissolução da Iugoslávia:
| “ | Foi muito triste a separação da Iugoslávia. Quando querem encontrar brechas para dividir o poder, usam como desculpa a religião, o nacionalismo, a centralização do capital ou o que melhor convier para alcançar esse objetivo. A política aproveita os pontos fracos das pessoas e começa a semear diferenças adotando o discurso de “nós contra eles”. É muito fácil promover a segregação do ser humano. Veja só as torcidas no futebol. Existem brigas dentro delas. A Iugoslávia se separou enquanto toda a Europa estava se unindo. Qual era a lógica disso? Daqui a pouco, vamos dividir os Estados, as cidades, os bairros. Precisamos aprender a conviver com as diferenças, como acontece no Brasil. | ” |

Em 20 de agosto de 2019, defendeu o ex líder soviético Josef Stalin depois que este foi chamado de "sanguinário" pelo jornalista André Rizek, num debate que se iniciara sobre o jogador Stalin Motta, do La Equidad, da Colômbia, homônimo ao político georgiano do século XX.

## Gols olímpicos
Seus escanteios já eram descritos como "meio-gol" na sua apresentação oficial no Real Madrid, em 11 de dezembro de 1995.
Segundo as contas do próprio, foram oito gols olímpicos ao todo (quatro pelo Flamengo, dois pelo Fluminense, um pelo Vitória e um pelo Estrela Vermelha). Por conta desses números, Pet chegou a autointitular-se como o goleador mundial de gols olímpicos, Segundo o periódico The Guardian, porém, o recorde absoluto de gols olímpicos pertence ao turco Şükrü Gülesin, que teria anotado 32 gols olímpicos ao longo de sua carreira
Eis os gols olímpicos feitos na carreira:
| Nº | Competição          | Clube            | Placar | Adversário       | Data                  | Estádio          | Ref.                    |
| -- | ------------------- | ---------------- | ------ | ---------------- | --------------------- | ---------------- | ----------------------- |
| 1  | ?                   | Estrela Vermelha | ?      | ?                | ?                     | ?                | [ 205 ]                 |
| 2  | Copa do Brasil 1999 | Vitória          | 2 – 2  | Palmeiras        | 9 de abril de 1999    | Fonte Nova       | [ 209 ] [ 210 ]         |
| 3  | Carioca 2000        | Flamengo         | 3 – 3  | Vasco da Gama    | 28 de maio de 2000    | Maracanã         | [ 210 ] [ 211 ]         |
| 4  | Carioca 2001        | Flamengo         | 4 – 2  | Olaria           | 14 de abril de 2001   | Giulite Coutinho | [ 210 ] [ 212 ]         |
| 5  | Brasileiro 2006     | Fluminense       | 4 – 4  | Grêmio           | 16 de julho de 2006   | Olímpico         | [ 204 ] [ 210 ] [ 213 ] |
| 6  | Brasileiro 2006     | Fluminense       | 2 – 2  | São Caetano      | 22 de julho de 2006   | Maracanã         | [ 204 ] [ 214 ]         |
| 7  | Brasileiro 2009     | Flamengo         | 2 – 0  | Palmeiras        | 18 de outubro de 2009 | Palestra Itália  | [ 210 ] [ 215 ]         |
| 8  | Brasileiro 2009     | Flamengo         | 3 – 1  | Atlético Mineiro | 8 de novembro de 2009 | Mineirão         | [ 210 ] [ 216 ]         |

## Títulos
Estrela Vermelha
- Campeonato Iugoslavo: 1995
- Copa da Iugoslávia: 1993, 1995

Real Madrid
- Campeonato Espanhol: 1996-97
- Supercopa da Espanha: 1997

Vitória
- Copa do Nordeste: 1999
- Campeonato Baiano: 1999

Flamengo
- Campeonato Brasileiro: 2009
- Copa dos Campeões: 2001
- Campeonato Carioca: 2000, 2001
- Taça Guanabara: 2001
- Taça Rio: 2000

Vasco da Gama
- Campeonato Carioca: 2003
- Taça Guanabara: 2003
- Taça Rio: 2003

Shanghai Shenhua
- Campeonato Chinês: 2003

Al-Ittihad
- Liga dos Campeões da AFC: 2004, 2005
- Liga dos Campeões Árabes: 2005

### Prêmios individuais
- Jogador do ano: melhor jogador do Vasco na temporada 2004.
- Bola de Prata da Revista Placar: 2004, 2005, 2009
- Seleção do Campeonato Brasileiro: 2005 (Fluminense) e 2009 (Flamengo)
- Melhor meia-esquerda do Campeonato Brasileiro: 2009
- Eleito pela Revista Placar, em 1999, como o maior jogador do Vitória no Século XX (júri popular).[106]
- Niš Sportsperson of the Year: 2009

### Artilharias
- Campeonato Baiano: 1999 (18 gols)
- Copa do Brasil: 1999 (7 gols, empatado com Romário)
- Artilheiro do Flamengo em 2000: 28 gols[217]
- Artilheiro não sul-americano do Flamengo: 57 gols[218]
- Artilheiro não sul-americano do Campeonato Brasileiro na era dos pontos corridos: 46 gols

### Honrarias
- Placa na Calçada da Fama do Maracanã (2009)
- Ordem de Rio Branco (2010)[219]
- Cidadão Honorário do Município do Rio de Janeiro (2012)[220]

## Filme "O Gringo"
O Gringo, ou ainda O Gringo Mais Querido do Brasil é uma cinebiografia de 2011, co-produzido por Boban Petković juntamente com os cineastas Leonardo Edde e Darko Bajić, que conta a história do ex-futebolista sérvio Dejan Petković, que fez fama atuando no Brasil.[carece de fontes?] O documentário, com entrevistas e imagens de gols de Petković por vários clubes, foi exibido no Brasil e na Sérvia naquele mesmo ano.
Dirigido por Darko Bajić e Renato Martins, o filme reconstitui episódios da vida de Pet e mostra também depoimentos de Zico, Adriano e Zagallo.
O filme teve sua "avant-premiere" na segunda edição do Festival de Cinema de Futebol, o Cinefoot.

### Prêmios e Indicações
| Ano  | Prêmio                         | Categoria                            | Resultado | Ref. |
| ---- | ------------------------------ | ------------------------------------ | --------- | ---- |
| 2011 | Festival Internacional Beldocs | Melhor Filme: Crítica e Júri Popular | Venceu    |      |